# 15e étape du Tour d'Italie 2010
Pour un article plus général, voir Tour d'Italie 2010.
La 15e étape du Tour d'Italie 2010 s'est déroulée le dimanche 23 mai 2010 entre Mestre et Monte Zoncolan sur 222 kilomètres. Elle a été remportée par l'Italien Ivan Basso (Liquigas-Doimo), qui s'impose en solitaire au sommet du Monte Zoncolan. Il revient à la 3e place d'un classement général toujours dominé par l'Espagnol David Arroyo (Caisse d'Épargne).

## Profil de l'étape
La première partie de l'étape est plate, mais c'est la seconde qui retient l'attention, puisqu'elle compte quatre ascensions. Les coureurs se mesureront d'abord au Sella Chianzutanis, avant d'enchainer l'ascension du Passo Duron et du Sella Valcalda. Enfin, l'arrivée de l'étape est jugée au sommet du Monte Zoncolan, qui est considéré comme une des montées les plus difficiles d'Europe, avec ses 10 kilomètres à 11,9 % de moyenne.

## La course
Six coureurs profitent des 70 premiers kilomètres, courus sur le plat, pour prendre le large. Il s'agit de Ludovic Turpin (AG2R La Mondiale), Jackson Rodríguez (Androni Giocattoli), Guillaume Le Floch (BBox Bouygues Telecom), Nico Sijmens (Cofidis), Jérôme Pineau et Francesco Reda (Quick Step). Leur échappée commence au kilomètre 18, et leur avance culmine à 14 minutes et 20 secondes.
Cet écart diminue à mesure que la route grimpe, et que la Liquigas-Doimo hausse le rythme en tête du peloton. Au sommet de la deuxième difficulté du jour, le Passo Duron, le peloton ne compte déjà plus que 25 unités. Bradley Wiggins (Team Sky), notamment, a déjà été lâché. Celui-ci revient cependant dans la descente sur le peloton du maillot rose, avec d'autres coureurs, notamment Xavier Tondo (Cervélo TestTeam).
Les échappées passent au sommet du Sella Valcalda, la troisième difficulté du jour, avec 3 minutes et 30 secondes d'avance sur le peloton. Cet écart diminue cependant très rapidement dès les premières cotes du Zocolan et Le Floch lâche prise.
Michele Scarponi (Androni Giocattoli) est le premier à attaquer en tête du groupe des favoris, mais c'est l'accélération d'Ivan Basso (Liquigas-Doimo) qui fait exploser ce groupe : seuls Scarponi, Cadel Evans (BMC Racing) et Marco Pinotti (Team HTC-Columbia) arrivent à suivre.
Un deuxième groupe se forme avec Alexandre Vinokourov (Astana), Damiano Cunego (Lampre Farnese Vini), John Gadret (AG2R La Mondiale) et Vincenzo Nibali (Liquigas-Doimo), alors que Pinotti est lâché par le groupe Basso. Le maillot rose David Arroyo (Caisse d'Épargne) et Carlos Sastre (Cervélo TestTeam) sont un peu plus loin.
Le groupe de Basso remonte les rescapés de l'échappée et prend la tête de la course. Basso finit par lâcher Scarponi, puis Evans, et part s'imposer en solitaire, avec 1 minute et 19 secondes de marge sur celui-ci. C'est sa première victoire d'étape au Giro depuis 2006.
David Arroyo, arrivé 11e conserve son maillot rose, mais les principaux favoris se replacent au classement général, notamment Ivan Basso qui prend la 3e place.

## Côtes
- Sella Chianzutan (10,9 km à 5,3 %) : 2e catégorie
- Passo Duron (4,3 km à 9,8 %) : 1re catégorie
- Sella Valvalda (6,5 km à 6,2 %) : 2e catégorie
- Monte Zoncolan (10,1 km à 11,9 %) : arrivée en altitude

## Classement de l'étape
|    | Coureur              | Pays       | Équipe              |    | Temps           |
| -- | -------------------- | ---------- | ------------------- | -- | --------------- |
| 1  | Ivan Basso           | Italie     | Liquigas-Doimo      | en | 6 h 21 min 58 s |
| 2  | Cadel Evans          | Australie  | BMC Racing          | +  | 1 min 19 s      |
| 3  | Michele Scarponi     | Italie     | Androni Giocattoli  |    | 1 min 32 s      |
| 4  | Damiano Cunego       | Italie     | Lampre-Farnese Vini |    | 1 min 58 s      |
| 5  | Alexandre Vinokourov | Kazakhstan | Astana              |    | 2 min 26 s      |
| 6  | Carlos Sastre        | Espagne    | Cervélo TestTeam    |    | 2 min 44 s      |
| 7  | Vincenzo Nibali      | Italie     | Liquigas-Doimo      |    | 3 min 07 s      |
| 8  | Marco Pinotti        | Italie     | Team HTC-Columbia   |    | 3 min 20 s      |
| 9  | Dan Martin           | Irlande    | Garmin-Transitions  |    | 3 min 31 s      |
| 10 | John Gadret          | France     | AG2R La Mondiale    |    | 3 min 45 s      |

## Classement général
|    | Coureur              | Pays       | Équipe             |    | Temps            |
| -- | -------------------- | ---------- | ------------------ | -- | ---------------- |
| 1  | David Arroyo         | Espagne    | Caisse d'Épargne   | en | 67 h 48 min 42 s |
| 2  | Richie Porte         | Australie  | Team Saxo Bank     | +  | 2 min 35 s       |
| 3  | Ivan Basso           | Italie     | Liquigas-Doimo     |    | 3 min 33 s       |
| 4  | Carlos Sastre        | Espagne    | Cervélo TestTeam   |    | 4 min 21 s       |
| 5  | Cadel Evans          | Australie  | BMC Racing         |    | 4 min 43 s       |
| 6  | Alexandre Vinokourov | Kazakhstan | Astana             |    | 5 min 51 s       |
| 7  | Vincenzo Nibali      | Italie     | Liquigas-Doimo     |    | 6 min 08 s       |
| 8  | Michele Scarponi     | Italie     | Androni Giocattoli |    | 6 min 34 s       |
| 9  | Linus Gerdemann      | Allemagne  | Team Milram        |    | 7 min 12 s       |
| 10 | Robert Kišerlovski   | Croatie    | Liquigas-Doimo     |    | 8 min 13 s       |

## Abandons
- Manuel Belletti (Colnago-CSF Inox)
- Guillaume Blot (Cofidis)
- Giampaolo Cheula (Footon-Servetto)
- Tyler Farrar (Garmin-Transitions) : non partant
- Matthew Goss (Team HTC-Columbia)
- Robbie McEwen (Team Katusha) : non partant
- Paul Voss (Team Milram)